# Ivan Pavlov
Ivan Petrovič Pavlov (in russo Иван Петрович Павлов?; Rjazan', 26 settembre 1849 – Leningrado, 27 febbraio 1936) è stato un medico, fisiologo ed etologo russo, il cui nome è legato alla scoperta sui cani del riflesso condizionato, da lui annunciata nel 1903.

## Biografia

### I primi anni e gli studi

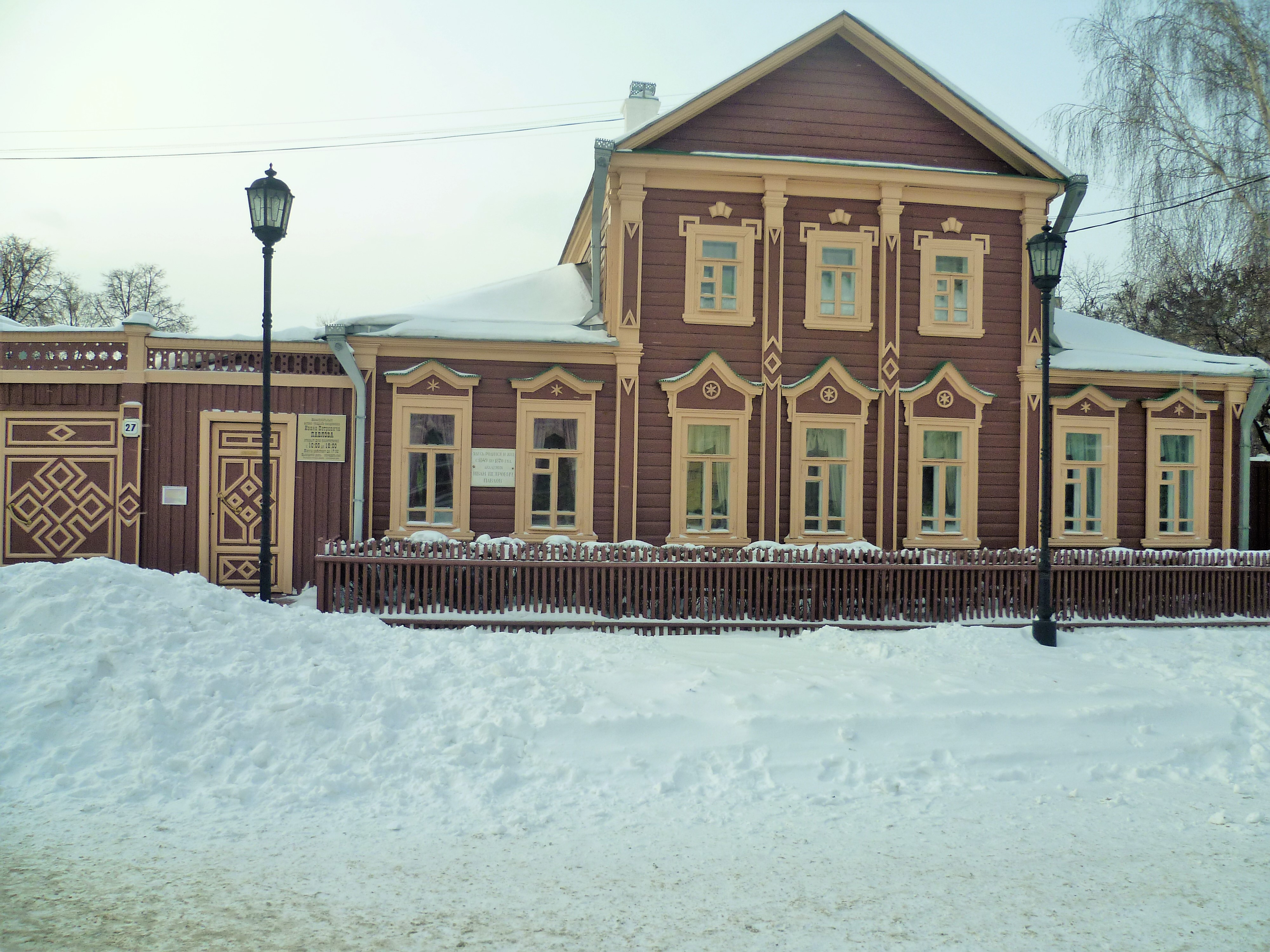
La casa natale di Pavlov a Rjazan'

Figlio di Peter Dmietrievich Pavlov, un prete della chiesa ortodossa, e di Varvara Ivanovna, figlia di un chierico, la sua educazione fu improntata verso la carriera ecclesiastica. Frequentò infatti una scuola gestita da religiosi ed entrò in seminario. Sembrò seguire in tal modo le orme di suo padre e del suo padrino, un abate di una cittadina nei pressi di Ryazan', che si occupò della sua educazione culturale e spirituale.
Finiti gli studi in seminario, Pavlov decise però di non diventare prete e si iscrisse invece alla facoltà di Medicina dell'Università di San Pietroburgo. Durante gli studi universitari ebbe grande influenza su di lui il suo insegnante di fisiologia, il prof. Ilya Cyon. Quest'ultimo consigliò a Pavlov di collaborare con M.I. Afanasiev, con il quale fece infatti i suoi primi esperimenti sulla fisiologia dei nervi della ghiandola pancreatica, sui quali pubblicò un lavoro che gli valse numerosi riconoscimenti. In seguito lavorò spesso con Ivan Romanovich Tarkhanov, un sostituto di Cyon, con cui ebbe però un rapporto conflittuale.
Nel periodo dal 1876 al 1878, mentre studiava alla facoltà di medicina, incominciò a collaborare con il dottor Ustimovich della facoltà di veterinaria. Entrando in contatto con questo mondo, Pavlov ebbe l'occasione di partecipare a esperimenti importanti e di fare egli stesso delle indagini. Svolse ricerche approfondite nei campi della fisiologia dell'apparato circolatorio e della fisiologia della digestione. Queste ultime destarono molto interesse anche all'estero e il professor Rudolf Heidenhain, molto interessato al processo della digestione, lo invitò a lavorare nel suo laboratorio di fisiologia a Breslavia. Pavlov ebbe in tal modo occasione di studiare gli effetti della legatura dei dotti pancreatici nei conigli. Questo fu il suo primo lavoro, pubblicato nel 1878.
Pavlov si laureò in medicina nel 1879 e fu premiato con una medaglia d'oro per i risultati ottenuti. In seguito la Facoltà di medicina lo chiamò a dirigere il laboratorio sperimentale fondato dal famoso clinico russo Sergey Botkin. Nel 1883 Pavlov presentò come tesi di dottorato uno studio intitolato “I nervi centrifughi del cuore”. Dopo aver effettuato numerosi studi su mammiferi, soprattutto cani, esponeva il risultato che le varie branche dei nervi del cuore, stimolate da una corrente elettrica, sono in grado non solo di ritardare o accelerare la frequenza dei battiti del cuore, ma anche di aumentare o diminuire la loro forza. Contemporaneamente, ma indipendentemente da Pavlov, il fisiologo inglese Gaskell giunse alle medesime conclusioni in seguito a esperimenti sul cuore di rane e di tartarughe. Queste scoperte furono di primaria importanza per lo sviluppo della medicina e della fisiologia.

### Scoperta del riflesso condizionato e Premio Nobel
Negli anni novanta Pavlov divenne docente di Farmacologia all'Accademia Medico-Militare e cinque anni dopo ottenne la cattedra di Fisiologia, che mantenne sino al 1925.
Fu proprio presso l'Istituto di Medicina Sperimentale che Pavlov fece la maggior parte delle sue ricerche sulla fisiologia della digestione. È qui che sviluppò il metodo chirurgico dell'«esperimento cronico», con ampio uso di fistole artificiali. Ciò permise l'osservazione continua delle funzioni dei vari organi in condizioni relativamente normali. Questa scoperta aprì una nuova era nello sviluppo della fisiologia; infatti fino a quel momento il metodo principale utilizzato era stato quello dell'«acuta vivisezione», che consisteva nel processo di analisi su corpo morto. Ciò significa che per fare ricerche sul funzionamento di un organo era necessario interrompere la sua funzionalità e le sue interrelazioni tra esso e l'ambiente. Tale metodo era ovviamente inadeguato e aveva ostacolato lo sviluppo di tutta la scienza medica. Con il suo metodo di ricerca, Pavlov aprì la strada a nuovi progressi nel campo della medicina teorica e pratica. Con estrema chiarezza dimostrò che il sistema nervoso svolgeva un ruolo dominante nel regolare il processo digestivo, e questa scoperta fu di fatto la base della moderna fisiologia della digestione. Pavlov rese noti i risultati delle sue ricerche attraverso delle lezioni del 1895, pubblicate poi con il titolo “Lektsii o rabote glavnykh zhelez pishchevaritelnyteh” (Lezioni sulla funzione delle principali ghiandole digestive, 1897).
Nei suoi studi sulla regolazione delle ghiandole digestive, Pavlov diede particolare attenzione al fenomeno della “secrezione psichica”: mediante l'uso di fistole notò infatti che, facendo vedere a un animale del cibo, tali ghiandole incominciavano il loro funzionamento; se lo stimolo visivo veniva tolto, esse cessavano la loro secrezione. Le ricerche di Pavlov sulla fisiologia della digestione lo portarono a definire una vera e propria scienza sul riflesso condizionato, detto anche condizionamento classico o pavloviano. Il condizionamento classico si verifica quando uno stimolo neutro diventa un segnale per un evento che sta per verificarsi. Se viene a crearsi un'associazione tra i due eventi, possiamo parlare di stimolo condizionato per il primo evento e stimolo incondizionato per il secondo.
L'esperimento più significativo in questo senso è quello che è passato alla storia come "Il cane di Pavlov". In questo esperimento Pavlov fa precedere all'azione di dare del cibo a un cane il suono di un campanello; nella prima fase dell'esperimento Pavlov fa suonare il campanello e non rileva nessuna secrezione salivare nel cane; in seguito gli fornisce la carne e lo stimolo viene attivato; nella fase successiva il campanello viene fatto suonare mentre al cane viene dato il cibo. Infine nella terza fase viene rilevato uno stimolo salivare già al solo suono del campanello: il cane associa al suono del campanello l'arrivo del cibo e ciò provoca in lui una secrezione salivare, l'acquolina in bocca, appunto. Il campanello diventa quindi lo stimolo condizionato. Dopo molti esperimenti sui processi digestivi, Pavlov intuì come alcuni stimoli che non sono direttamente collegati al cibo, possano generare secrezioni salivari, note comunemente come "acquolina in bocca"; poté quindi dimostrare che il cervello controlla i comportamenti non solo sociali, ma anche fisiologici.

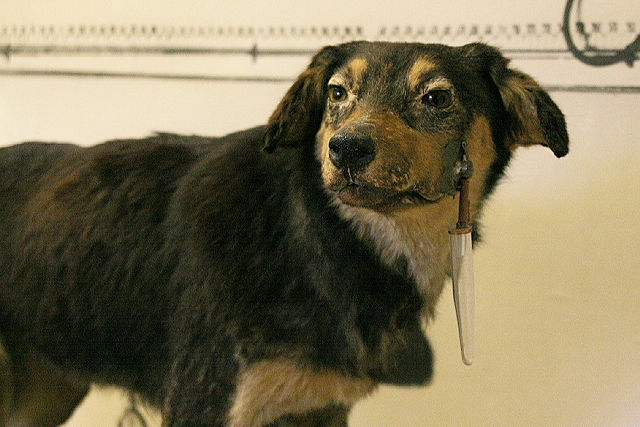
Uno dei cani di Pavlov, esposto imbalsamato al museo Pavlov di Rjazan'

Solo un anno dopo l'annuncio della scoperta, i contributi in questo campo divennero così importanti che gli venne assegnato il premio Nobel nel 1904 per la Medicina e la Fisiologia.
Meno noto l'esperimento sull'induzione di stati di indecisione nei cani, con cui fu in grado di indurre schizofrenia e stati confusionali nei cani. In questo esperimento Pavlov mette il cane di fronte a un cerchio o a un'ellisse, addestrandolo a premere il bottone A se si tratta di un cerchio o B se si tratta di un'ellisse. Successivamente, presenta al cane ellissi sempre più similari a un cerchio. Il cane non riesce quindi più a riconoscere la differenza tra le due figure e, quando sbaglia, gli viene inflitta una scossa elettrica. Con questo esperimento studiò l'induzione di stati di indecisione e le varie tipologie della schizofrenia, strettamente connesse con il temperamento dell'animale.

### Pavlov e la Russia dei Soviet
Pavlov fu uno dei pochi scienziati pre-rivoluzionari apprezzati dal potere dei Soviet e poté quindi continuare a fare ricerca in patria sino a tarda età. In quegli anni il suo interesse era concentrato sull'induzione delle nevrosi; per questo motivo gli fu permesso di visitare e studiare regolarmente casi di malattie psichiatriche in un ospedale psichiatrico. Inoltre il governo sovietico gli concesse numerosi finanziamenti, con cui poté attrezzare un importante laboratorio a Koltushing, presso Leningrado, nonché fondare l'istituto di Fisiologia dell'Accademia delle scienze russa. Il motivo dell'apprezzamento di Pavlov da parte della leadership russa è che le sue teorie sui processi mentali e di apprendimento ben si sposavano con l'ideologia materialista russa, basata su un forte darwinismo. Il potere sovietico riteneva infatti che, indipendentemente dall'atteggiamento politico dello scienziato (che non nascondeva la sua ostilità verso il nuovo regime), i suoi studi potessero essere di grandissimo interesse per il proletariato e che fossero di forte sostentamento all'ideologia marxista. La posizione di scienziati come Pavlov era privilegiata, non solo in termini economici ma anche in termini di libertà: infatti Pavlov, oltre a manifestare pubblicamente la sua ideologia politica antimarxista, rifiutò addirittura l'ammissione all'Accademia delle Scienze a tre noti marxisti (il filosofo Deborin, lo storico Lukin e il critico letterario Friče), poiché considerati semplici lacchè di Stalin.
Nel 1929, in occasione di un incontro della Società di Fisiologia, Pavlov affermò: “Noi viviamo sotto il dominio di un severo principio: lo stato, l'autorità è tutto. La persona dell'utente è niente”. Più tardi in una lettera a Bukharin scrisse: “Oh mio Dio! come è difficile ora persino per una persona un po' decente vivere in questo Paradiso Socialista”. Per l'ironia della storia, sotto il suo nome, nel 1950 coloro che tentarono di limitare la scienza attraverso le rigide strutture del sistema comunista vennero riuniti in una sessione dell'Accademia della Scienza Medica dell'URSS, che fu registrata con il titolo di Pavlovskaya.
In questa fase storica, dunque, il partito non si oppose alla ricerca scientifica, a prescindere dall'ideologia politica dello scienziato. Questo equilibrio durò qualche anno, ma successivamente la linea del partito incominciò a imporsi anche in questo campo.

## Influenza di Pavlov sulla psicologia moderna
La scoperta del riflesso condizionato (1903) consentì di applicare i metodi obiettivi della fisiologia allo studio dei processi nervosi superiori. I riflessi condizionati naturali e artificiali, le loro modalità di formazione e di azione, hanno assunto grande importanza in fisiologia, psicologia e psichiatria, anche se con risultati alterni. Curiosamente, i resoconti degli esperimenti di Pavlov furono per molti anni per lo più orali e parziali, a partire dalla relazione presentata nel 1903 al Congresso di Scienze Naturali di Helsinki (allora territorio russo) dal collaboratore Ivan Tolochinov: il primo testo in inglese, ad esempio, fu pubblicato solo nel 1927.
Nella prima metà del ventesimo secolo la teoria del riflesso condizionato venne usata per dare credito al comportamentismo, fondato da John Watson, che affermava che la psiche potesse essere studiata solo tramite l'analisi del comportamento. Attraverso il condizionamento Pavlov dimostrò la possibilità di indurre negli animali schemi di comportamento simili a quelli umani nevrotici (le "nevrosi sperimentali"). Si svilupparono così ricerche che si proponevano la modifica con il condizionamento dei comportamenti. Questi studi pionieristici hanno dato inizio al comportamentismo, per costruire strategie di trattamento dei comportamenti patologici.
Anche il filosofo Bertrand Russell sostenne l'importanza delle scoperte di Pavlov. Agli studi del fisiologo russo si interessò inoltre Bulgakov, ai quali s'ispirò per scrivere il romanzo Cuore di cane. Anche Aldous Huxley, in Il mondo nuovo (scrivendo della cosiddetta "Neo Pavlovian Society"), e Thomas Pynchon, in L'arcobaleno della gravità, si ispirarono ai risultati di Pavlov.

## Le opere e gli ultimi anni della vita
Fra le opere pavloviane di maggior importanza vi sono:
- Dati sulla fisiologia del sonno (1915)
- Vent'anni di esperienza sullo studio obiettivo dell'attività nervosa superiore degli animali (1922)
- Lezioni sul lavoro dei grandi emisferi cerebrali (1927).

Oltre a questi saggi e trattati scrisse numerosi articoli per riviste, in particolare un importante intervento sui riflessi condizionati (1935) redatto per la Grande enciclopedia medica sovietica.
Pavlov morì a Leningrado il 27 febbraio 1936 all'età di 87 anni per cause naturali. La sua casa e il suo laboratorio sono stati trasformati in museo.